# Lijst van rijksmonumenten in Laarbeek
De gemeente Laarbeek telt 69 inschrijvingen in het rijksmonumentenregister. Hieronder een overzicht. 

## Aarle-Rixtel
De plaats Aarle-Rixtel telt 31 inschrijvingen in het rijksmonumentenregister. Zie Lijst van rijksmonumenten in Aarle-Rixtel voor een overzicht.

## Beek en Donk
De plaats Beek en Donk telt 25 inschrijvingen in het rijksmonumentenregister. Zie Lijst van rijksmonumenten in Beek en Donk voor een overzicht.

## Lieshout
De plaats Lieshout telt 8 inschrijvingen in het rijksmonumentenregister. Zie Lijst van rijksmonumenten in Lieshout voor een overzicht.

## Mariahout
De plaats Mariahout telt 5 inschrijvingen in het rijksmonumentenregister.
| Object                                                                                  | Oorspronkelijke functie?  | Bouwjaar  | Architect    | Locatie            | Coördinaten?                  | Nr.?   | Afbeelding                                                                  |
| --------------------------------------------------------------------------------------- | ------------------------- | --------- | ------------ | ------------------ | ----------------------------- | ------ | --------------------------------------------------------------------------- |
| O.L. Vrouw van Lourdes-kerk                                                             | Kerk en kerkonderdeel     | 1932-1933 | Phil Donders | Mariastraat 25     | 51° 32' 23" NB, 5° 34' 19" OL | 520162 | Meer afbeeldingen                                                           |
| Kruisbeeld op Calvarieberg, behorende bij het kerkhof van de O.L. Vrouw van Lourdeskerk | Begraafplaats en -onderdl | 1932-1933 |              | Mariastraat 25     | 51° 32' 23" NB, 5° 34' 16" OL | 520163 | Upload foto                                                                 |
| Boerderij op een krukvormige plattegrond in Ambachtelijk-traditionele stijl             | Boerderij                 | 1938-1939 |              | Mariastraat 2      | 51° 32' 18" NB, 5° 34' 31" OL | 520188 | Boerderij op een krukvormige plattegrond in Ambachtelijk-traditionele stijl |
| Twee beelden van Maria en Bernadette in "Processiepark"                                 | Kerk en kerkonderdeel     | 1935      |              | Mariastraat bij 25 | 51° 32' 23" NB, 5° 34' 19" OL | 525193 | Meer afbeeldingen                                                           |
| Pastorie                                                                                | Kerk en kerkonderdeel     | 1932-1933 | Phil Donders | Mariastraat bij 25 | 51° 32' 23" NB, 5° 34' 19" OL | 525194 | Meer afbeeldingen                                                           |

's-Hertogenbosch ·
Alphen-Chaam ·
Altena ·
Asten ·
Baarle-Nassau ·
Bergeijk ·
Bergen op Zoom ·
Bernheze ·
Best ·
Bladel ·
Boekel ·
Boxtel ·
Breda ·
Cranendonck ·
Deurne ·
Dongen ·
Drimmelen ·
Eersel ·
Eindhoven ·
Etten-Leur ·
Geertruidenberg ·
Geldrop-Mierlo ·
Gemert-Bakel ·
Gilze en Rijen ·
Goirle ·
Halderberge ·
Heeze-Leende ·
Helmond ·
Heusden ·
Hilvarenbeek ·
Laarbeek ·
Land van Cuijk ·
Loon op Zand ·
Maashorst ·
Meierijstad ·
Moerdijk ·
Nuenen, Gerwen en Nederwetten ·
Oirschot ·
Oisterwijk ·
Oosterhout ·
Oss ·
Reusel-De Mierden ·
Roosendaal ·
Rucphen ·
Sint-Michielsgestel ·
Someren ·
Son en Breugel ·
Steenbergen ·
Tilburg ·
Valkenswaard ·
Veldhoven ·
Vught ·
Waalre ·
Waalwijk ·
Woensdrecht ·
Zundert